# Bukit (Pelawan)
Bukit is een bestuurslaag in het regentschap Sarolangun van de provincie Jambi, Indonesië. Bukit telt 2873 inwoners (volkstelling 2010).